# BV-2113
La B-2113 és una carretera dels termes municipals de Sant Pere de Ribes i de Sitges, a la comarca del Garraf. La B correspon a la demarcació de Barcelona. Actualment pertany a la Generalitat de Catalunya.
Té l'origen en el Carrer del Carç de Sant Pere de Ribes, des d'on arrenca cap al sud-oest. Passa pel sud-est de l'Hospital de Sant Camil, després pel costat de llevant de Puigmoltó, i al sud-oest de la Plana del Carç arriba al nus de carreteres que enllaça amb l'autopista C-32 i amb la carretera C-246a.